# 지리 점성술
지리 점성술(地理 占星術, locational astrology, 혹은 때때로 천체지리학(天體地理學,  astrogeography) 또는 위치 점성술(位置 占星術, locality astrology))은 지구의 특정 위치를 감안하는 점성술의 여러 유형들에 속한다. 그 유형들은 점성술의 여러 기법을 파생케한다.

## 천체지리학
점성학적 지리학의 주제는 영토와 지형 거주지, 그리고 지구의 현상에 대한 점성학적 연구이다. 천체지리학은 아마도 메소포타미아 문화에서의 점성술에 기원이 있는 것으로 보인다. 황도대의 별자리와 모서리의 점들과의 일부 관계는 점성학적 날씨 예측을 위해 그리고 예언의 또 다른 목적으로 성립되었을 가능성이 크다. 니콜라스 캠피언은 마르쿠스 마닐리우스(1세기)와 클라우디오스 프톨레마이오스(2세기)를 지역에 따른 황도대의 주인지위를 전언한 최초의 저자들이라 부른다. 그러한 다른 사람들로는 알비루니(11세기)와 윌리엄 릴리(17세기), 라파엘(19세기), 그린 그리고 세페리얼(20세기)가 있다. 잉글랜드의 세페리얼(연장자 월터 곤)과 독일의 A. M. 그림 같은 몇몇 점성가들에 의해 천체지리학에 대한 체계적 접근법이 발전되었다. 그러한 체계들은 모두 런던에 있는 본초 자오선이 고정된 지역 중천점으로 양자리 0°를 지니며, 세계의 여러 지역은 황도대의 12 별자리와 상응한다고 가정한다. 세페리얼과 그림의 체계 사이의 미묘한 차이는 고전 점성술의 여러 기법에서는 두드러지지 않지만, 우라니아 점성술이나 우주 생명 상관론에서와 같은 정밀한 기법들에서는 주목할만하다. 후일에 캐나다의 점성가 크리스 맥레이와 미국의 점성가 조이스 웨흘먼에 의해 세페리얼의 체계가 인기를 얻었다. 1930년대와 그 이후에 캐나다의 점성가 L. 에드워드 존드로도 여러 점에 그 기법을 사용하였는데, 그는 그것의 시작점에 대해 그리니치에 있는 기준점과 이집트의 대피라미드 근처의 한 위치 사이에서 갈피를 잡지 못하였다. 수년 후에 그가 실제로 결정한 체계가 무엇인지에 대해 논쟁이 있다. 전산 기술의 발달로 더 정교한 천체지리도의 작성이 용이해졌으며, 그러한 과정 속에, 1974년에는 앤더슨의 체계라고 불리는 것이 출판되었다. 그것은 각각 하나씩의 행성에 유효한 11 개의 새로 개발된 세계도를 포함한다.

## 점성 지도학
점성학적 지도학(地圖學, cartography)의 주제는 유효한 천궁도의 지표면으로의 투영에 의한 지구에 있는 대상이나 객체와 같은 개인의 관계에 대한 점성학적 연구이다. 가장 잘 알려진 점성학적 지도 제작 기법은 구스타프 슈비케르트와 시릴 페이건, 로이 찰스 파이어브레이스 그리고 도널드  A. 브래들리에 의한 연구에 근거하는데, 약 1390년부터 1960년대까지 발전한 것이다. 1970년대와 1980년대에, 그것은 더 발전하였고, 짐 루이스에 의해 어스트라카토그래피(Astro*Carto*Graphy)®이라는 상표로 대중화되었다. 독일의 점성가 프리드리히 지크룬에 의해 "지역 공간 점성술"이라는 이름으로 또 다른 점성 지도학 체계가 발전했고, 후일에 미국에서 스티브 코지와 점성술 소프트웨어 개발자 마이클 얼러와인에 의해 대중화되었다.

## 점성 지리학
점성학적 지리학은 장소의 점성학적 특성을 고찰하고 이해하기 위한 접근법이다. 점성 지리학은 천체지리학에서와 같은 지도를 통해서가 아닌, 한 장소의 소우주적 체계를 통해 연구가 이루어진다. 점성 지리학에서 어떤 장소의 환경과 사용 능력, 동물, 식물, 사건 그리고 그곳에 있을 수 있는 다른 모든 특징이 평가될 수 있지만, 가장 중요한 요소는 풍경이다. 1995년과 2010년 사이에 G. 스토코스트에 의해 매우 정교한 점성 지리학 체계가 발전되어 출판되었다. 중국 지리학(풍수)에서, 전통적으로 점성학적인 별자리와 상징 그리고 분류가 사용되어오고 있다.

## 같이 보기
- 점성지도학(占星地圖學, astrocartography)